# 千原繁子
千原 繁子（ちはら しげこ、1898年〈明治31年〉9月17日 - 1990年〈平成2年〉5月25日）は、日本の医師。沖縄県出身者で初の女医。終戦後の沖縄の女性たちの生活苦による不条理妊娠など、悲惨な事態に立ち会い、また民法改正運動や母子保健など、広い範囲にわたって活動を行った。

## 経歴
沖縄県那覇区若狭町で誕生した。旧姓は渡嘉敷。幼少時に両親が離婚、母のもとで極貧の生活を送った。小学校の成績は常に総代であり、父から「女学校に出してやる」といわれて父のもとへ引き取られた。父は沖縄で初の学校長となった人物、沖縄初の視学であり、繁子は父から強い影響を受けた。父が沖縄人として本土の人間から見下されていたこと、父のもとでの生活も豊かではなかったことで、早くから自立心を培われて育った。
かつて医師を志願していた父の勧めで、繁子も医師を志した。沖縄県立高等女学校を経て東京女子医学専門学校（後の東京女子医科大学）に入学、沖縄出身女性で初の医学専門学校生となった。1919年（大正8年）に同校卒業と共に医師試験にも合格し、女医として東京駿河台杏雲堂病院に勤務した。呼吸器科、小児科を受け持ち、細菌学も研究した。
1928年（昭和3年）に開業医として独立、那覇市上之蔵町に「千原小児科医院」を開業した。町医者としての務めのみならず、沖縄県民1人1人の健康増進に挺身した。また、沖縄県女子師範学校や沖縄県女子師範学校衛生婦養成所の講師も務め、衛生思想、医学に対する関心を広めることに努めた。

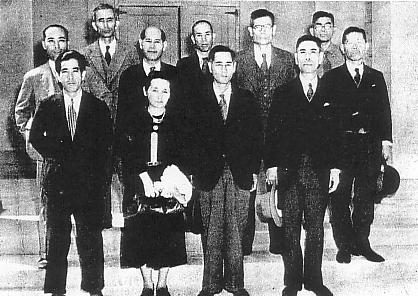
臨時琉球諮詢委員会

戦中に医院が焼失し、終戦直後に集結所の診療所で勤務した。1948年（昭和23年）、沖縄婦人連合会結成時に委員としての参加がきっかけで、婦人運動にもかかわった。沖縄は終戦直後から本土に先駆けて婦人参政権を得たが、民法上においては女性の地位はまだ低く、女性に男性と同じ権利を与えるために、民法改正に取り組んだ。1950年（昭和25年）にはアメリカ政府の諮問機関「臨時琉球諮詢委員会」が発足し、委員11人中で唯一の女性委員となった。当時の沖縄では、女性の参画は画期的なことであった。
戦火で焼失した上之蔵町の医院に代わり、1952年（昭和27年）に那覇市松尾で、小児科医院を再開した。若狭小学校の校医、若狭保育園にも勤めた。母子の健康と女性の地位向上のため、沖縄婦人連合会による「赤ちゃんコンクール」にも協力した。
1972年（昭和47年）、75歳で医業を廃業した。その後は新垣美登子、金城芳子、新島正子らと、話会などを楽しむ生活を送った。1990年（平成2年）5月25日に死去した。

## 人物・評価
読書家で知られ、医学関係の書のみならず、『源氏物語』『枕草子』などの古典、キリスト教などの宗教の本など、古いもの、新しいものを問わずに読んだ。人に優しくする一方で、自分には厳しく、90歳の祝いには「自分も楽しんだから」といって会費を払い、他の出席者が帰りに車で送るといえば「自分で帰れる」とタクシーで帰宅した。
医師としては、男性医師から軽視されることもあったが、夜間救急や往診など、他の医師が好まないことを一手に引き受け、周囲からの信頼を集めた。患者を大事にすることで知られ、常に家に待機しており、旅行することもほとんどなかった。
叙勲はないが、これは終戦直後にアメリカ兵による暴行事件が激増し、被害女性たちを助けるために中絶に関与し、女性たちを救いたいあまりに診断書を偽造して産婦人科へ行かせるなどし、「医師法に違反した」という思いから、以後の一切の叙勲を断ったためである。没後の1990年（平成2年）に開催されたシンポジウム「20世紀を生きた那覇おんな 新垣美登子、金城芳子、千原繁子を偲んで」では、女性史研究家の外間米子が、そうした叙勲を断るなど内面的な葛藤を話す一方で、その人柄を「大らかで茶目っ気のある人生の達人だった」と振り返った。

## 著作
- 『カルテの余白』若夏社、1978年9月。 NCID BA61787799。